# Online tržiště
Online tržiště nebo také internetové tržiště je služba (inzertní portál), která dodavatelům zprostředkovává nabídku jejich zboží přes internet. Případné reklamace zboží je obvykle nutné řešit přímo s prodávajícím.
Příkladem online tržišť je Amazon, eBay, Alza, AliExpress, Tokopedia, Mall.cz, čínské Temu, anebo aukční Aukro, Allegro. 
Podobnými pojmy jsou e-shop (internetový obchod) nebo internetový bazar.

## Provozovatel tržiště
Provozovatel on-line tržitě většinou vystupuje jako zprostředkovatel, který zastupuje podnikatele poskytujícího zboží nebo službu či poskytuje prostor pro inzerci.
Je povinen sdělit, kdo a v jakém rozsahu je odpovědný za splnění smluvních povinností, zda je to třetí strana (prodávající nebo jiná osoba), nebo poskytovatel on-line tržiště sám.